# Парксепа
Парксепа (ест. Parksepa, виро Parksepä) — сільське селище (ест. alevik) в Естонії. Входить до складу волості Виру у повіті Вирумаа.